# Cyriakskirche (Camburg)
Koordinaten: 51° 3′ 48,8″ N, 11° 41′ 41″ O

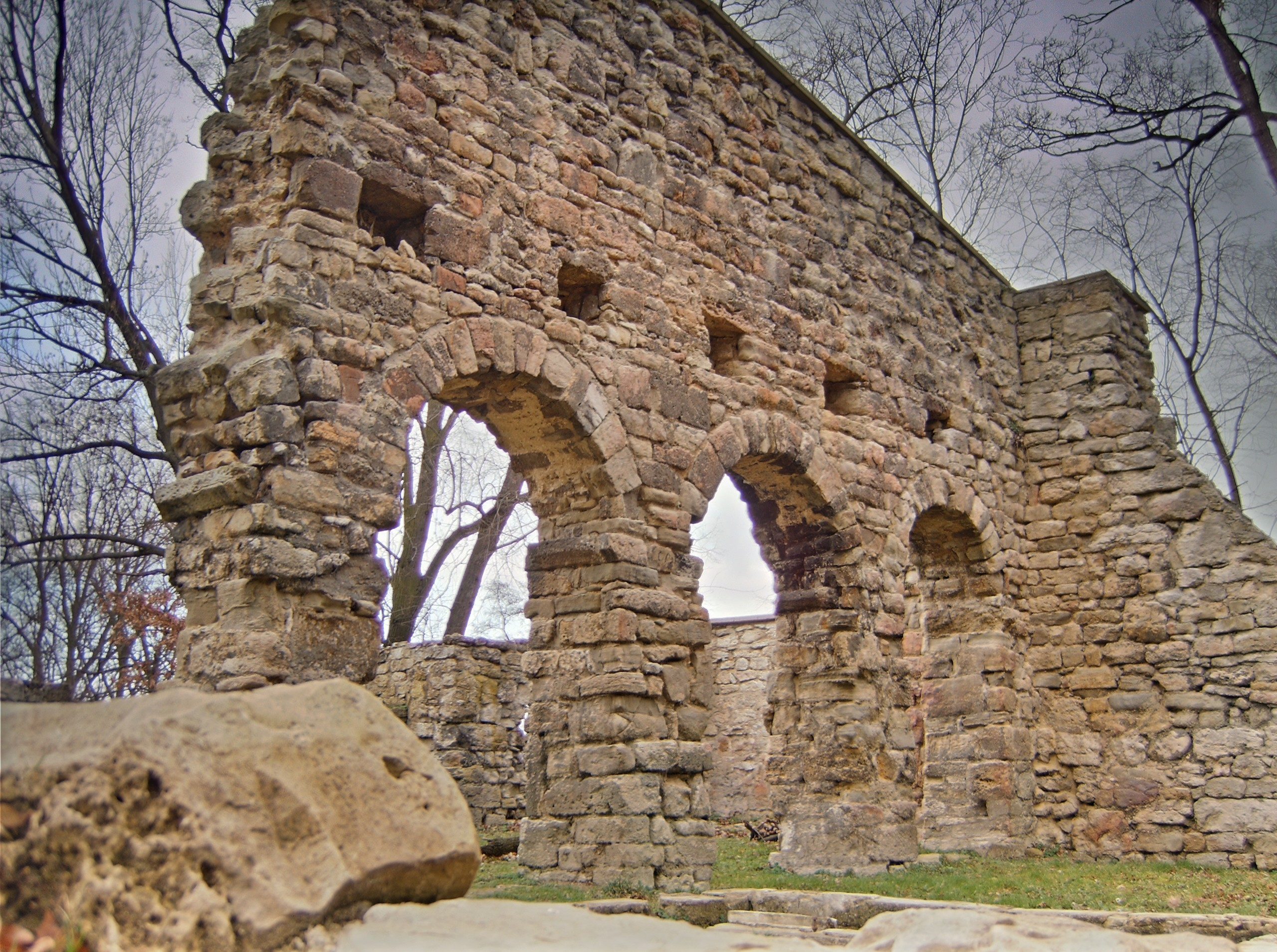
Cyriakskirche Camburg

Die Cyriakskirche zu Camburg (Stadt Dornburg-Camburg) gilt neben der Michaeliskirche (Rohr) als das einzige aus der Zeit bis ca. 1030 erhaltene Gebäude Thüringens. Andere sehen sie als eine typische romanische Kirche an. Sie wird auch St. Cyriakus, Cyriaksburg oder Cyriaksruine genannt. Der Bau ist, gemessen an seiner Bedeutung für das Land, wenig bekannt.

## Beschreibung

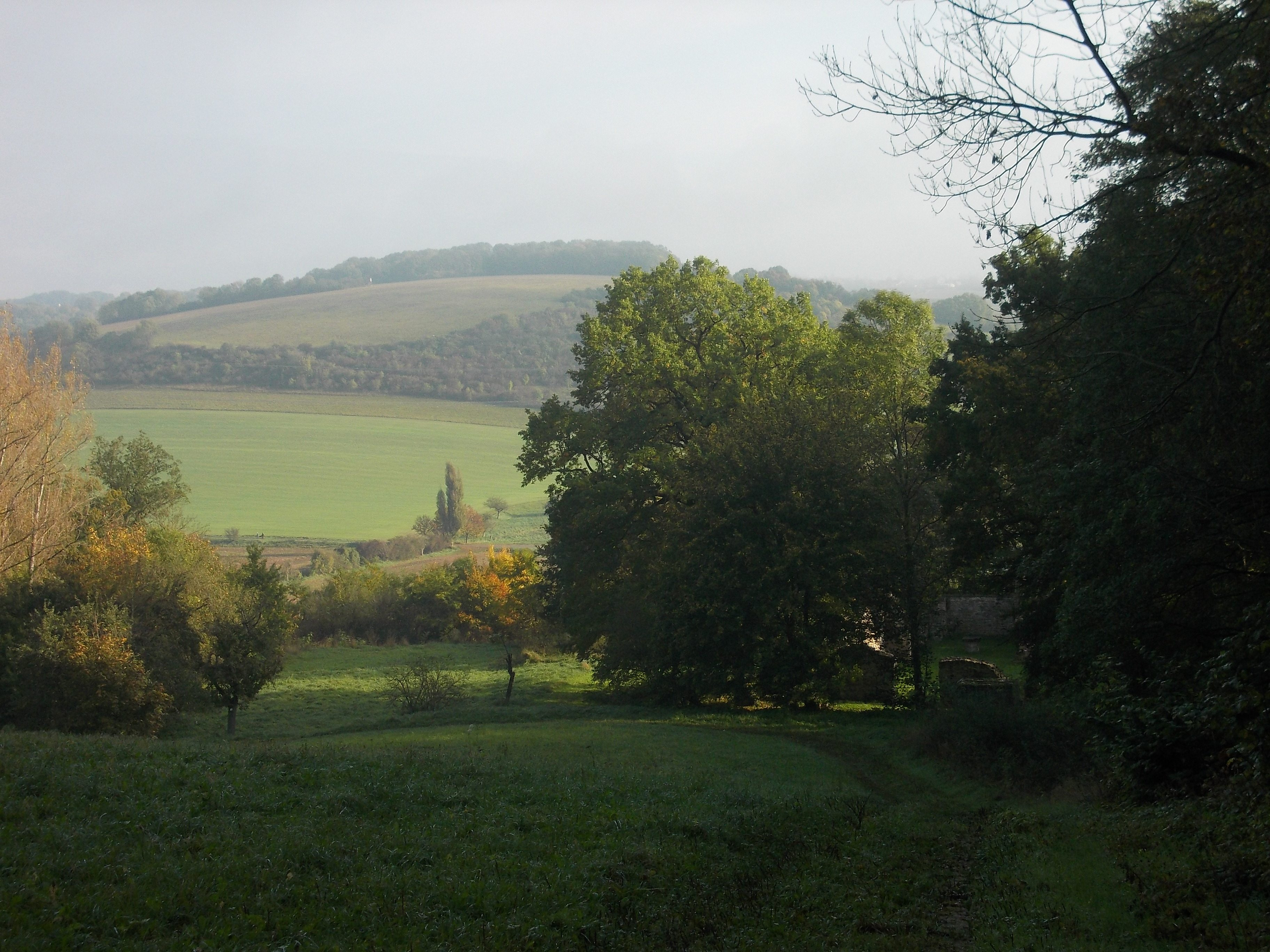
Lage der Ruine am Hang des Saaletals

Die Ruine der Kirche befindet sich 1,5 km nordwestlich der Kleinstadt Camburg im Saale-Holzland-Kreis in Thüringen im sogenannten Stöbener Holz.
Rund um die Ruine ist ein 3D-Parcours für traditionelles Bogenschießen angelegt.

## Geschichte
In einem für den Zeitraum 996–1002 einzuordnenden Notiz in der Chronik von Thietmar von Merseburg steht:
„De quorum numero quaedam cometissa nomine Cristina predii suimet, quod in Stuwi civitate habuit, magnam partem sancto tradidit Maurico in Magadaburg.“ (Unter ihnen war eine Gräfin Christina, die einen großen Teil ihres Erbgutes in der Burg Stöben dem heiligen Mauritius zu Magdeburg übereignete.)
Die in der Chronik erwähnte Burg ist heute nicht mehr nachweisbar.
Vom genannten Moritzkloster in Magdeburg aus erfolgte die Gründung des Augustiner-Chorherrenstiftes Neuwerk bei Halle.
Im Jahr 1121 wurde in einer päpstlichen Bestätigungsurkunde die Zugehörigkeit der „Kirche von Stubi“ zum Augustiner-Chorherrenstift Neuwerk/Saale bescheinigt.
Während Alfred Wlost bei der vor dem Altar der Kirche bestattet gewesenen Frau die Gräfin Christina sieht, denkt Wolfgang Hartmann dabei an Adelheid, die Gattin des Grafen Dietmar von Selbold-Gelnhausen. Gotthard Neumann hingegen datiert den Grabbefund in das 14. Jahrhundert.
Die Kirche war bis 1539 eine Pfarrkirche für 6 Häuser in Stöben und den nahe gelegenen Ort Lachstädt. Nachdem 1540 der dortige Pfarrer im Zuge der Reformation nach mehrfacher Aufforderung nicht zur Visitation erschien und die Pfründe zu gering für das Auskommen eines neuen Pfarrers waren, entschied der Landesherr die Auflösung der Pfarrei und Angliederung als Filiale an die Pfarrei Camburg. Seitdem diente sie als Steinbruch für die umliegenden Dörfer, in denen sich angeblich noch heute verbaute Kirchensteine finden lassen.
In den 1930er Jahren fanden Grabungen im Gebiet um die Kirche statt, bei welcher auch ein Skelett freigelegt wurde.
In der DDR kümmerte sich der Kulturbund Camburg um die Pflege der Anlage, die ein beliebtes Ausflugsziel war.
In jüngster Zeit erfolgte eine Sanierung verbunden mit dem Entfernen von wild gewachsenen Bäumen und Gestrüpp. Im Zuge der Altarerneuerung wurde dieser geweiht, so dass im Sommer auch Gottesdienste auf dem Gelände abgehalten werden. Alle zwei Jahre findet auf dem Gelände ein großes Bogenturnier mit Mittelalterspektakel, das Cyriakusfest in und um die Ruine statt.

## Aufbau

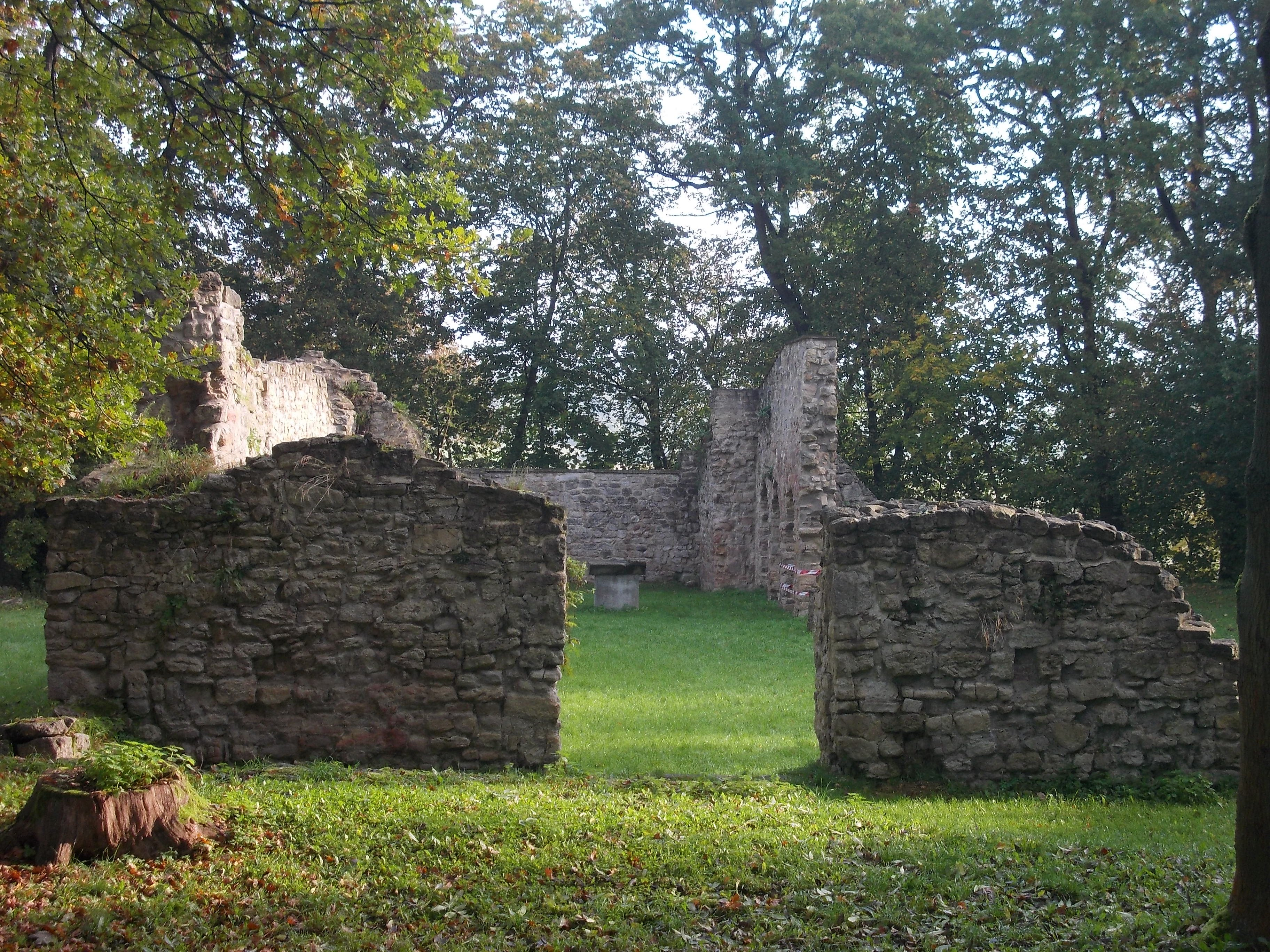
Die Cyriaksruine

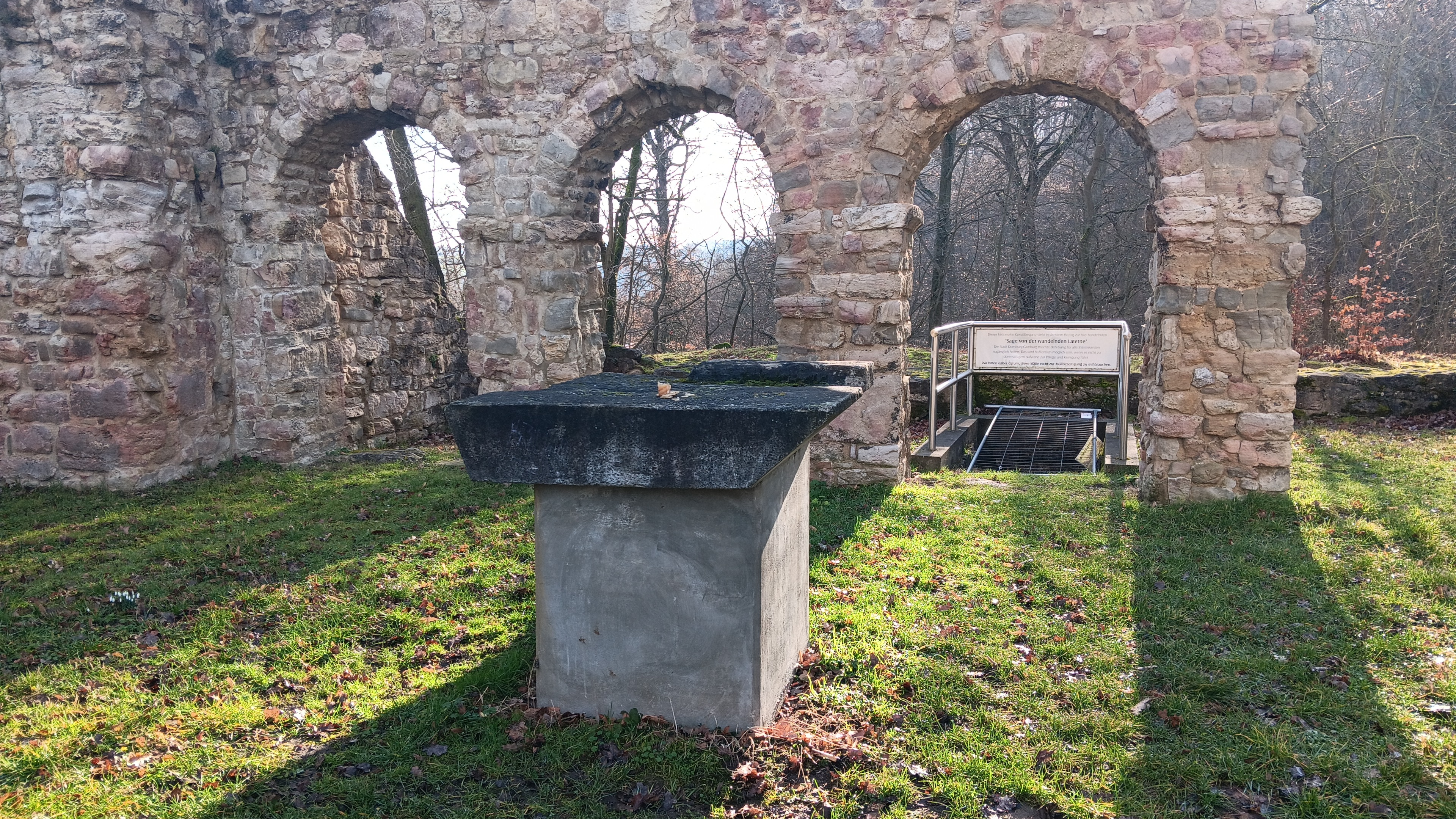
Altarstein, südliche Bogenreihe, dahinter Eingang in unterirdischen, sagenhaften Gang

Die Saalkirche besteht aus einem Langhaus, an welches sich ein stark eingezogener Priesterraum (Presbyterium) und ein rechteckiger Altarraum anschließt.
Je vier Arkaden trennten zwei Seitenräume vom Priesterraum ab, wovon aber lediglich drei Arkaden aus der südlichen Bogenreihe erhalten sind. In dieser kann man Balkenlöcher erkennen, die die geringe Dachhöhe der Seitenräume anzeigen. Diese Architektur: Saalkirche, Rechteckchor und seitliche Priesterräume zeigt romanische, aber regional außergewöhnliche eher an byzantinische Vorbilder erinnernde Bauweise. Dies führte auch zur umstrittenen These, es wären ottonische Bauteile erkennbar, die eine Verbindung zur 999 urkundlich genannten Civitas Stuw(b)i herstellen.
An der südlichen Front ist ein kleines Fenster, ein sich nach außen verjüngender Lichtschlitz, original erhalten.
Von der Anlage gehen zwei unterirdische Gänge ab, die allerdings mittlerweile verschüttet sind. Einen kann man noch einige Meter begehen, dieser soll ursprünglich bis zum Ort Camburg gereicht haben. Dort soll er am Kirchplatz neben dem Pfarrhaus geendet haben. Der zweite Gang führte angeblich unter der Saale hindurch zur Ortschaft Abtlöbnitz. Diese auf Sagen beruhenden Behauptungen sind allerdings schon wegen fehlendem historischem Zusammenhang und wegen der geologischen Bedingungen sehr unwahrscheinlich.

## Sage von der wandelnden Laterne
Der Eingang in den unterirdischen Gang außerhalb der südlichen Arkaden ist Gegenstand der „Sage von der wandelnden Laterne“. Durch diesen Gang lief gemäß der Sage mehrmals ein Mönch aus dem Cyriakskloster mit einer Laterne heimlich zu seiner Geliebten ins benachbarte Dorf Leislau und zurück. Nach einem letzten Besuch verletzte sich der Mönch an der Falltür, die zum Gang führte, tödlich. Die abgeschlagene Hand und die Laterne waren verschwunden. Seitdem wandelt alljährlich die Laterne spukhaft in der Gegend umher.

## Neuzeit
Die erste archäologische Untersuchung fand 1885 statt. Zu diesem Zeitpunkt und auch später wurden einige Restaurierungsarbeiten vorgenommen.
Die Ruine der Kirche wurde gern von Kindern aus Camburg als Spielplatz benutzt, wodurch weitere Beschädigungen, wie etwa die Zerstörung des Altarsteins entstanden. Erst in den 1970er Jahren erkannte man den Wert dieser Anlage und versuchte Erhaltungsmaßnahmen.